# フィリップ・ゴア (第4代アラン伯爵)

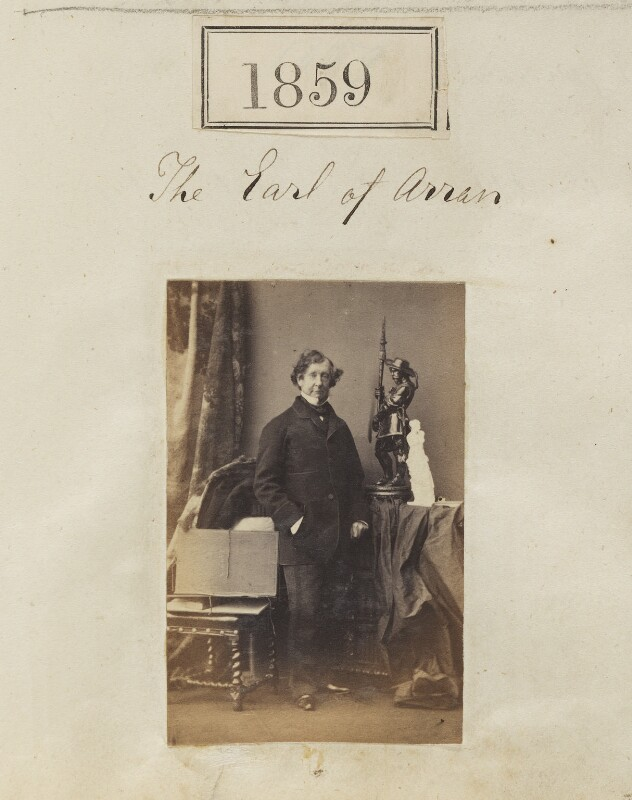
カミーユ・シルヴィによる肖像写真、1860年。

第4代アラン伯爵フィリップ・ヨーク・ゴア（英語: Philip Yorke Gore, 4th Earl of Arran KP、1801年11月23日 – 1884年6月25日）は、イギリスの外交官、貴族。1832年から1834年まで在アルゼンチンイギリス代理公使を務めた。

## 生涯
ウィリアム・ジョン・ゴア閣下（Hon. William John Gore、1767年11月16日 – 1836年1月15日、第2代アラン伯爵アーサー・サンダース・ゴアの次男）と妻キャロライン・（Caroline、1836年6月7日没、旧姓ヘイルズ（Hales）、第4代準男爵サー・トマス・ヘイルズの娘）の息子として、1801年11月23日にダブリン城で生まれた。
1820年8月に在ストックホルム公使館のアタッシェに任命され、1825年2月に在パリ大使館に転じ、1826年6月に在リスボン大使館に転じた。
1827年12月28日に在アルゼンチン連合公使館書記官に任命され、1832年11月8日ごろに在アルゼンチンイギリス全権公使ヘンリー・スティーブン・フォックスが召還命令を受けてブエノスアイレスを離れると代理公使に就任、後任のハミルトン・チャールズ・ジェームズ・ハミルトン（Hamilton Charles James Hamilton）が1834年10月11日に到着するまで務めた。以降1837年まで公使館書記官を務めた。
1837年1月20日に伯父にあたる第3代アラン伯爵アーサー・サンダース・ゴアが死去すると、アラン伯爵位を継承した。1841年5月6日、聖パトリック勲章を授与された。
1876年時点でメイヨー県に29,644エーカーの、ドニゴール県に6,883エーカーの領地を所有しており、合計で年収10,112ポンド相当だった。
1884年6月25日にロンドンのベルグレイヴ・スクエアで死去、息子アーサー・サンダースが爵位を継承した。

## 家族
1838年3月1日、エリザベス・マリアン・ネイピア（Elizabeth Marianne Napier、1899年4月27日没、サー・ウィリアム・フランシス・パトリック・ネイピアの娘）と結婚、2男3女をもうけた。
- アーサー・サンダース・ウィリアム・チャールズ・フォックス（1839年1月6日 – 1901年3月14日） - 第5代アラン伯爵[5]
- オーガスタス・フレデリック・ネイピア（1840年12月7日 – 1849年1月19日[5]）
- キャロライン・アンズリー（Caroline Annesley、1848年10月13日[6] – 1914年12月16日） - 1869年8月21日、第9代リーヴェン卿ウォルター・ジェームズ・ホーア＝リーヴェンと結婚、子供あり[5]
- エリザベス・オーガスタ（1855年12月2日[6] – 1933年5月26日） - 生涯未婚[5]
- メアリー・ネイピア（1858年4月19日[6] – 1927年2月2日） - 1889年7月30日、ハーバート・ブリスベン・ユワート（Herbert Brisbane Ewart、チャールズ・ブリスベン・ユワート（英語版）の次男）と結婚、子供あり[5]